# Ивайло Дичев
Ивайло Стефанов Дичев е професор по културна антропология в Софийския университет „Св. Климент Охридски“. Преподава във Франция, САЩ и други.

## Биография
Роден е през 1955 г. в София, син е на писателя Стефан Дичев и художничката Лиляна Дичева. Женен, с две деца.
Защитава докторати в Софийския университет (дисертацията му е на тема „Еротика на авторството“, 1992) и в университета Париж-VII: Дени Дидро. Доктор на социологическите науки с дисертация на тема „Културни превъплъщения на дара в модерната епоха“ (2001).
Доцент (1998) и професор (2003) във Философския факултет на Софийския университет.
Работи в сферата на естетиката, после се насочва към социалните науки с фокус върху въпросите на политическата култура, градската антропология и балканските идентичности. Асоцииран преподавател в университета Париж-10, многобройни стипендии, сред които от високо ниво на френското правителство, Фулбрайт и Рокфелер; почетен изследовател на Института за източни и югоизточни изследвания в Регенсбург. Последните му изследователски интереси са в областта на гражданството, миграцията и антропологията на пространството. Ръководи магистърска програма по културна антропология, издава онлайн изданието за културни изследвания „Семинар_BG“.
Ивайло Дичев е също писател и активен есеист, публикува в български и европейски издания. Носител е на наградите за журналистика „Паница“ (1999), „Черноризец Храбър“ (2002) и „Димитър Пешев“ (2005).
Колумнист за различни издания, сред които „Дойче Веле“, сайта, за който пише най-активно в последните години от живота си.
Умира на 6 ноември 2023 г.

### Монографии
- „Еротика на авторството“, дисертация, София, 1991.
- ((fr)) Ivaylo Ditchev, Albanie utopie. Huis clos dans les Balkans, Paris: Autrement, 1996 („Албания-утопия. При закрити врата на Балканите“ (съставител, автор), Париж, 1996).
- ((fr)) Ivaylo Ditchev, Donner sans perdre. L'échange dans l'imaginaire de la modernité, Paris: L'Harmattan, 2000 („Да даваш без да губиш. Размяната във въображението на модерността“, Париж, 2000).
- „Дарът в епохата на неговата техническа възпроизводимост“, хабилитация, София: ЛИК, 1999. ISBN 954-607-222-2
- „От принадлежност към идентичност“, София: ЛИК, 2002. ISBN 954-90638-4-4[9]
- „Пространства на желанието, желания за пространство“, София: Изток-Запад, 2005. ISBN 954-321-120-5[10][11]
- „Граждани отвъд местата? Нови мобилности, нови граници, нови форми на обитаване“, София: Просвета, 2009. ISBN 978-954-01-2290-8[12]
- „Културата като дистанция. Единадесет есета по културна антропология“. София: Университетско издателство, 2016.
- „Културни сцени на политическото“. София: Просвета, 2019.[13]

### Есета
- „Граници между мен и мен“, есета, София, 1990.
- „Буквализми“, миниатюри, София, 1991.

### Белетристика
- „Уча се да плача“, разкази, София, 1979.
- „Звезден календар“, разкази, София, 1982.
- „Идентификация“, роман, София, 1987.
- „Миг след края на света“, разкази, София, 1988.

## Филмография (сценарист)
- Заплахата (1980)